# Caldogno
Caldogno – miejscowość i gmina we Włoszech, w regionie Wenecja Euganejska, w prowincji Vicenza.
Według danych na rok 2004 gminę zamieszkiwało 10 116 osób, 674,4 os./km².
W miejscowości Caldogno urodził się włoski piłkarz i wicemistrz świata 1994 Roberto Baggio.